# A Man's Faith
A Man's Faith è un cortometraggio muto del 1914. Il nome del regista non viene riportato nei credit del film basato su un soggetto di George Terwilliger.

## Produzione
Il film fu prodotto dalla Lubin Manufacturing Company.

## Distribuzione
Distribuito dalla General Film Company, il film - un cortometraggio in una bobina - uscì nelle sale cinematografiche degli Stati Uniti il 3 aprile 1914.